# The Cave (jeu vidéo)
The Cave est un jeu vidéo de plates-formes et d'aventure développé par Double Fine Productions et publié par Sega le 22 janvier 2013 sur PlayStation 3, Xbox 360 et Wii U. Des versions Windows, Mac OS X et Linux du jeu sont également disponibles via la plate-forme de téléchargement Steam ainsi qu'une version Android disponible sur Google Play.

## Système de jeu
Le jeu a été créé par Ron Gilbert et se base sur l'idée d'une cave permettant aux gens d'explorer le côté sombre de leur personnalité. Le jeu utilise des concepts déjà utilisés par Gilbert en 1987 dans Maniac Mansion, le joueur pouvant choisir trois personnages, parmi les sept disponibles, pour explorer la grotte. De nombreux puzzles du jeu nécessitent de coordonner les actions des trois personnages pour pouvoir être résolus, d'autres nécessitant une des capacités spécifiques à certains personnages.

## Accueil
| The Cave         |      |        |
| Média            | Nat. | Notes  |
| Adventure Gamers | US   | 4/5    |
| Canard PC        | FR   | 7/10   |
| Edge             | GB   | 6/10   |
| Eurogamer        | GB   | 7/10   |
| GameSpot         | GB   | 7/10   |
| IGN              | GB   | 7,9/10 |
| Jeuxvideo.com    | FR   | 15/20  |
| gamekult         | FR   | 8/10   |
| JeuxActu         | FR   | 15/20  |
| factornews       | FR   | [ 12 ] |
| jeuxvideo.fr     | FR   | 8/10   |